# Heinrich Schmidt-Barrien
Heinrich Schmidt-Barrien, eigentlich Heinrich Adolf Schmidt (* 19. Januar 1902 in Uthlede, Landkreis Cuxhaven; † 9. Dezember 1996 in Lilienthal bei Bremen), war ein deutscher Schriftsteller und Hörspielsprecher.

## Biografie
Schmidt-Barrien wurde als Sohn eines protestantischen Pastors geboren. Er wuchs in der ehemaligen Gemeinde Barrien auf, heutzutage eine Ortschaft innerhalb von Syke, und er trug später (um 1939) deshalb den Namenszusatz Barrien. Den Ort und sein Elternhaus würdigte er literarisch in dem Buch Aus meinen Jungensjahren.
Er besuchte die Volksschule in Hamelwörden, die Realschule in Freiburg/Elbe, von 1913 bis 1920 das Alte Gymnasium Bremen und von 1920 bis 1921 eine kaufmännische Schule in Bremen. Von 1921 bis 1923 absolvierte er eine Großhandelslehre und arbeitete anschließend als kaufmännischer Angestellter in Waldenburg/Schlesien. In Breslau führte er von 1926 bis 1929 eine Buchhandlung. Von 1932 bis 1941 leitete er die Kulturabteilung der Bremer Böttcherstraße. In dieser Zeit entstanden die plattdeutsche Novelle De Windmöller und der hochdeutsche Roman Ihr Kleinmütigen.
Am Zweiten Weltkrieg nahm er von 1941 bis 1945 als Soldat an der Ostfront und in Norwegen teil.
Nach 1945 lebte Schmidt-Barrien als freier Schriftsteller in der Nähe von Bremen, in Sagehorn und in Frankenburg. Er bezog 1959 in Frankenburg eine Brinksitzerstelle, die zu einem ansehnlichen Wohnhaus umgebaut wurde. Lange Zeit war er Dramaturg am Niederdeutschen Theater. Er wirkte in vielen Vereinen und Institutionen.
Das Heinrich-Schmidt-Barrien-Archiv in der Wassermühle Barrien wurde von Christiane Palm-Hoffmeister gegründet.

### Künstlerisches Schaffen
Schmidt-Barrien schrieb in niederdeutscher und in hochdeutscher Sprache. Er verfasste Romane, Erzählungen, Lyrik, Theaterstücke und Hörspiele.
Für die Sprechplattenreihe Niederdeutsche Stimmen, die Werke wichtiger niederdeutscher Autoren im Sprachklang dokumentierte, las Schmidt-Barrien bereits Ende der 1960er Jahre Wapen für ’n Koptein, Wenn de Roland singt und die sogenannten Döntjes von Jann Kiewitt. Auch als Hörspielsprecher trat er häufig in Erscheinung, wie beispielsweise 1954 in Tein Jahr un dree Daag von Ivo Braak oder 1958 in Swienskummedi von August Hinrichs. Auch bearbeitete er literarische Vorlagen für den Funk, wie 1957 Das Schokoladenschiff oder Sankt Nikolaus in Not von Felix Timmermans (Regie: Hannes Krüger).
1975 kam seine Gesamtausgabe in fünf Bänden heraus. Band 5 enthält die Aufsätze über Bremensien mit dem Titel Altbremen; von Tagbaren und ihrer Umwelt.

### Auszeichnungen und Ehrungen
- 1954 Der erste Literaturpreis der Stadt Bremen
- 1960 Hans-Böttcher-Preis, Hörspielpreis der Hamburger Stiftung FVS
- 1965 Einladung als Ehrengast in die Villa Massimo
- 1968 Fritz-Reuter-Preis
- 1972 Medaille für Kunst und Wissenschaft der Freien und Hansestadt Bremen
- 1980 Nicolas Born-Preis (Sparte: Künstlerstipendien und Kunstpreis des Landes Niedersachsen für Literatur)
- 1982 Bundesverdienstkreuz 1. Klasse
- 1990 Kulturpreis des Landkreises Diepholz
- 2000 Ihm zu Ehren wird seit 2000 alljährlich der Heinrich-Schmidt-Barrien-Preis vergeben.
- 2000 Der Schmidt-Barrien-Weg in Osterholz wurde nach ihm benannt.
- Der Heinrich-Schmidt-Barrien-Weg in Syke-Barrien wurde nach ihm benannt.
- Das Schmidt-Barrien-Archiv in Barrien wurde von Christiane Palm-Hoffmeister gegründet.

## Werke

### In Hochdeutsch
- Ihr Kleinmütigen, Berlin 1943, 3., überarbeitete Aufl. Bremen 1995; ISBN 3-929902-64-8
- Der Mann ohne Gesicht, Gütersloh 1949
- Tanzgeschichten, Gütersloh 1950
- Geschichten aus der Bibel, Göttingen 1952
- Und der Herr sprach, Göttingen 1957
- Und bauen den Bienen ein Haus, Hamburg 1958
- 17 Tage Hurrikan, Hamburg 1963
- Lessing im Walde, Göttingen 1965
- Bilder aus der Grafschaft Hoya, Syke/Hoya 1967
- Im Geiste Findorffs, Worpswede 1967
- Geliebte Biene, Göttingen 1968
- 40 Jahre Niederdeutsches Theater Bremen, Bremen 1968
- Parks und Anlagen einer Hansestadt, Oldenburg 1970 (zusammen mit Klaus Rohmeyer)
- Land um Bremen, Bremen 1975 (zusammen mit Klaus Rohmeyer)
- Werke, Bremen
  - 1. Hochdeutsches, 1975
  - 2. Ihr Kleinmütigen, 1975
  - 3. In Platt vertellt, 1975
  - 4. Speel in Platt, 1975
  - 5. Altbremen, 1975
  - 6. Strandgut, 1980
- Schnoor No. 6 – Heini Holtenbeen-Anekdoten, Bremen 1984
- Not oder Brot, Heide 1987
- Aus dem alten Bremen, Osterholz-Scharmbeck 1989
- Worpsweder Begegnungen, Osterholz-Scharmbeck 1989
- Aus meinen Jungensjahren. Uthlede, Hamelwörden und Barrien. 1902–1917, Heide 1992; ISBN 3-8042-0572-0
- Von der Bremer Böttcherstrasse, Saade Verlag, Osterholz-Scharmbeck 1990
- Aus dunklen Tagen, Bremen 1994
- Van Gogh im Moor, Bremen 1996

### In Niederdeutsch
- Dat plattdütsche Krüppenspäl, Verden 1934
- Nachtvagels, Verden 1938
- Swigen un Swögen, Hamburg 1938
- Inkognito, oder En Herren-Eten, Verden 1939
- De Windmüller, Bremen 1939
- Scheeßeler Hochtied, Verden 1939
- Oold-Bremen, Bremen 1940
- De frömde Fro, Hamburg-Wellingsbüttel 1952
- Ünner de Swööp, Hamburg 1952
- Klocken von guntsiet, Hamburg 1953
- De Spaßmaker, Hamburg-Wellingsbüttel 1960
- De Moorkeerl, Hamburg-Wellingsbüttel 1968
- De Sommerdeern, Bremen 1977
- De Vagelfänger, Heide 1990
- Ut de ole Tied, Osterholz-Scharmbeck 1991
- Jann Kiewitt, Lilienthal 1994
- Water över Weyerdamm, Osterholz-Scharmbeck 1995

### Herausgeberschaft
- Eduard Rosenhagen: Ut mien Fohrenstied, Bremen 1939
- Heinrich Smidt: Bremer Kinner-Rimels, Bremen 1941
- Jeremias Gotthelf: Änneli, Göttingen 1950
- Keen gröter Freud, Wolfenbüttel [u. a.] 1979
- Lüttje Lüe, Husum 1981
- Fröhlich wölle singen, Wolfenbüttel [u. a.] 1986

## Hörspiele (als Autor)
- 1948: Dat plattdütsche Krüppenspäl (auch Sprecher) – Regie: Inge Möller
- 1951: Von Sangeslust un Footballfewer Zwei Hörspielskizzen über Gesang und Fußball... (zusammen mit Arthur Schreiber-Lerse) – Regie: Nicht bekannt
- 1951: dat plattdütsche Krüppenspäl – Regie: Hans Freundt
- 1952: Twüschen em un ehr (auch Sprecher) – Regie: Walter A. Kreye
- 1952: Krach op'n Pulterabend – Regie: Walter Bäumer
- 1952: Blauen Daak (zusammen mit Fritz Arend) – Regie: Eberhard Freudenberg
- 1952: De frömde Fro (auch Sprecher) – Regie: Eberhard Freudenberg
- 1953: Inkognito – Regie: Fritz Börner
- 1953: Klocken von Guntsied (auch Sprecher) – Regie: Eberhard Freudenberg
- 1953: Betty geiht en eegen Weg – Regie: Günter Jansen
- 1954: Betty von Bargen – Regie: Eberhard Freudenberg
- 1954: Klaus Glücksschäper (auch Sprecher) – Regie: Hans Robert Helms
- 1954: Fuul Fleesch (zusammen mit Margarethe Schiestl-Bentlage) – Regie: Hans Krüger
- 1955: De frömde Fro – Regie: Hans Tügel
- 1955: Dat plattdütsche Krüppenspeel (auch Sprecher) – Regie: Walter A. Kreye
- 1957: Klocken vun güntsiet – Regie: Hans Tügel
- 1958: Besök ut Nee York (auch Sprecher) – Regie: Ivo Braak
- 1958: Pip up, Speelemann! (zusammen mit Klaus Blum) (auch Sprecher) – Regie: Bernd Wiegmann
- 1960: Dat Rosenbeet (auch Sprecher) – Regie: Walter Bäumer
- 1960: Ick doh Anklag'! – Regie: Walter Bäumer
- 1961: Ulenspegel 61 – Regie: Bernd Wiegmann
- 1961: De Spaßmaker (auch Sprecher) – Regie: Walter Bäumer
- 1962: Nachtvagels (auch Sprecher) – Regie: Eberhard Freudenberg
- 1962: De Immenkoppel (Auch Sprecher) – Regie: Rudolf Sang
- 1963: Remlinckradt (auch Sprecher) – Regie: Rudolf Sang
- 1964: Wi armen Armen – Regie: Hans Robert Helms
- 1965: Besök von gistern (auch Sprecher) – Regie: Hans Robert Helms
- 1965: Klocken von Guntsied – Regie: Ivo Braak
- 1965: Choleraverdächtig (zusammen mit Albert Rüschenschmidt) – Regie: Dieter Ehlers
- 1982: Passpeer (auch Sprecher) – Regie: Walter A. Kreye
- 1984: Passpiärre – Regie: Wolfram Rosemann